# 2b2t

2b2t 로고

2builders2tools (2b2t)는 2010년에 Hausemaster와 Georgebush420로 알려진 두 명의 유저가 만든 마인크래프트 무정부 멀티 플레이어 서버이다. 2b2t는 마인크래프트에서 가장 오래된 무정부 서버이며, 세 번째로 오래된 서버 중 하나이기도 하다. 무정부 서버인 만큼 규칙이 없어서 테러와 핵 사용이 허용되며 빈번하게 발생한다. 지금까지 689,000명이 넘는 플레이어가 방문했으며, 맵의 용량은 11.8 테라바이트이다.

## 역사
2b2t는 2010년 말 "Hausemaster"와 "Georgebush420"라는 플레이어가 테스트 서버로 만들었다. 서버는 레딧과 4chan과 같은 온라인 커뮤니티에서 홍보됐다. 서버의 첫 대규모 유저 유입은 페이스펀치 온라인 포럼을 통해 이루어졌다. 포럼의 많은 회원들이 서버에 접속하고 자신만의 기지를 만들었다. 첫 번째 일어난 전투는 다른 포럼의 플레이어들의 건축물에 대한 공격으로 일어났다.
유튜버 TheCampingRusher는 2016년 6월 1일 자신이 2b2t에서 플레이를 하는 유튜브 동영상을 업로드했다. 비디오의 인기로 인한 새로운 플레이어의 유입으로 인해 서버에 들어가기 위한 대기열이 곧 추가되었다. 대기열은 기존 2b2t 플레이어에게 새로운 플레이어보다 우선 순위를 주었다.

## 평가
인디펜던트와 뉴스위크의 Roisin Kiberd는 서버에서의 플레이가 "황량하고 압도적인 느낌"이라고 말하며, 이 서버의 매력은 적대적인 환경을 견뎌낸 것에서 온다고 언급했다.